# Vernier Valley
Das Vernier Valley ist eine eisfreies Tal im ostantarktischen Viktorialand. Es liegt an der Ostseite des Mount Blackwelder im nordöstlichen Teil der zu den Quartermain Mountains gehörenden Wilkins Mountains.
Das New Zealand Geographic Board benannte es 1992 nach dem englischsprachigen Begriff für den Nonius, einer beweglichen Längenskala zur Steigerung der Ablesegenauigkeit auf Messgeräten für Längen oder Winkel.